# Pere Torroella
Pere Torroella   (la Bisbal d'Empordà, 1420 (Gregorià) - 1492) va ser un poeta i militar empordanès al servei de Joan II d'Aragó i de Carles de Viana. És autor de poesia i prosa tant en català com en castellà.

## Biografia
Nascut en el si d'una família de la baixa noblesa empordanesa, el 1436 va ingressar a la cort de Joan de Navarra (que després va esdevenir Joan II d'Aragó), a qui va servir com a escuder i coper tant en la guerra de Castella com a la cort de Navarra, on també va servir Carles de Viana i l'altre fill del rei Joan, de nom també Joan.

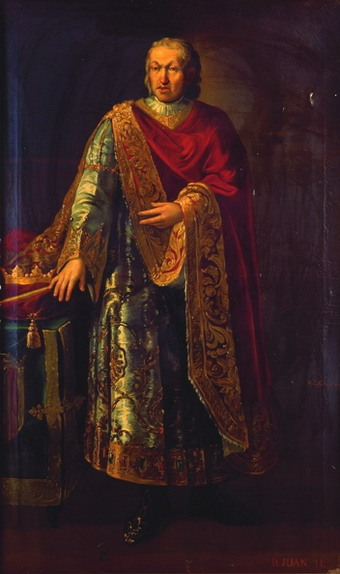
Joan II d'Aragó, a qui Pere Torroella va servir.

A finals de 1450 es va traslladar a Nàpols al costat de Joan d'Aragó, fill bastard de Joan de Navarra. Va romandre allí fins a la mort del rei Alfons el Magnànim el 1458. Durant aquests anys va fer amistat amb humanistes com Giovanni Pontano, i va exercir de majordom del príncep bastard.
El 1458, després de la mort del rei Alfons i l'ascens al tron del seu germà Joan, Pere Torroella es va traslladar a Saragossa i a Barcelona com a emissari de Carles de Viana, a qui va servir fins a la seva mort, el 1461. Un any després, el 1462, va esclatar la Guerra Civil Catalana (que va enfrontar diversos sectors socials i també la Diputació i el monarca), i Torroella va lluitar en els primers anys al costat de la Diputació. El 1464 es va passar al bàndol reialista, en el qual va restar fins a l'acabament de la guerra, el 1472.
Des de 1472 fins a la seva mort (esdevinguda probablement el 1492), Pere Torroella va exercir de conseller de Joan II a Barcelona, però després de la mort del rei, el 1479, es va retirar als seus dominis de l'Empordà, on va morir en companyia de la seva esposa, Violant de Llebià, i del seu fill Diomedes.

## Obra literària

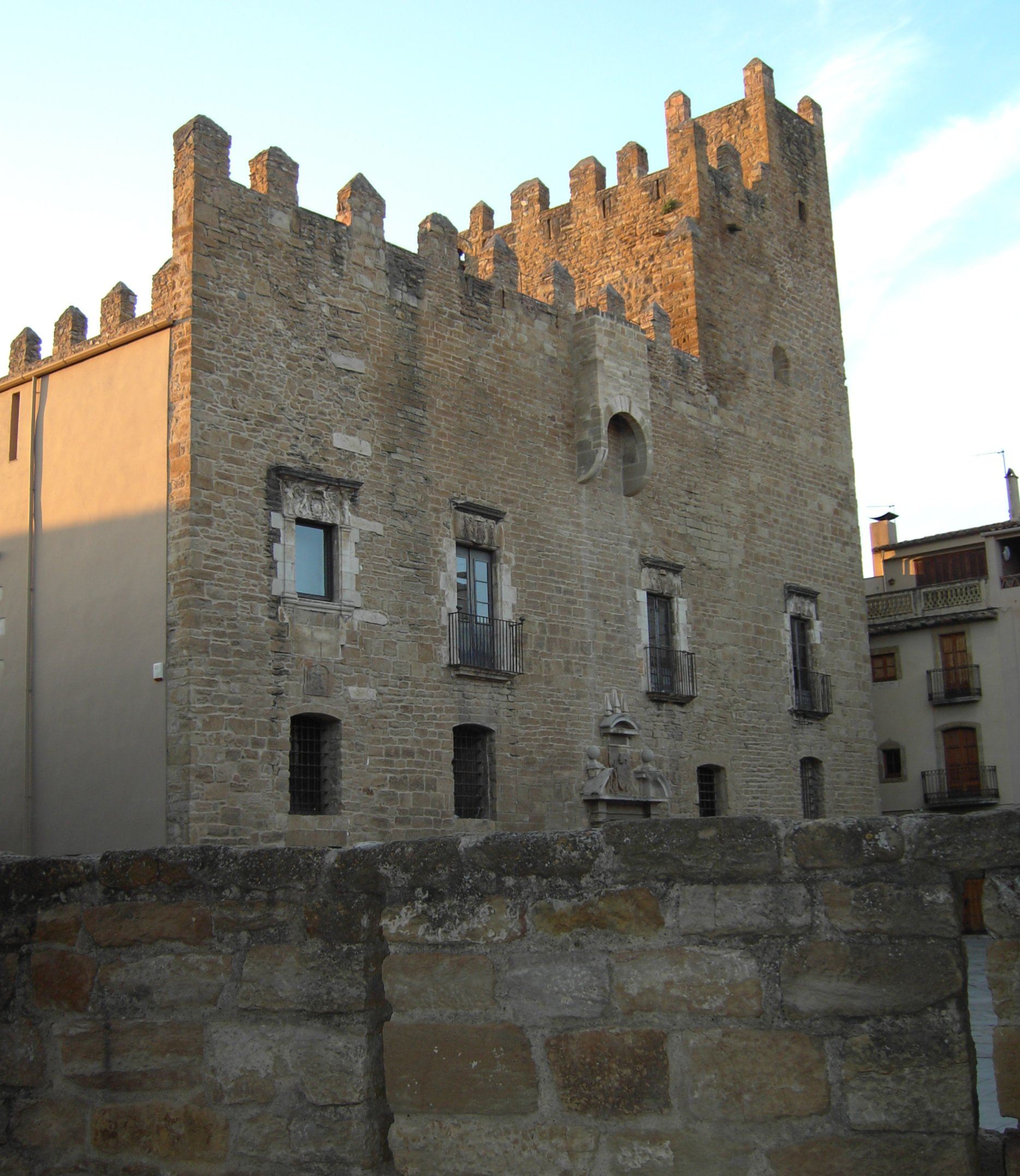
Castell de la Bisbal d'Empordà.

Pere Torroella és autor d'obres literàries en català i en castellà. En la primera llengua va compondre quatre lais, cançons a l'estil d'Ausiàs March, un sonet (el primer documentat en llengua catalana) i un ambiciós poema col·lectiu que comença amb el vers Tant mon voler. En castellà, és autor de decires amorosos, cançons i escampeus.
Igualment, va mantenir un intens intercanvi epistolar amb influents personalitats de les corts catalanoaragonesa i napolitana, com Francesc Ferrer, Hugo de Urríes, Bernat Hug de Rocabertí i Pedro de Urrea. Va escriure, finalment, diverses obres en prosa d'un elevat interès històric i literari, com la Complanta per la mort d'Agnès de Clèveris (1448), la Consolatoria per la mort de mossèn Martí d'Ansa (1451) i el Raonament en indefensió de les dones, on l'autor s'excusa per haver compost les famoses cobles del Maldezir de mujeres.
Torroella va ser una figura central en les corts catalanoaragonesa i napolitana de l'època, i la seva obra literària va aconseguir gran difusió i estima, com mostren els seus epistolaris i els autors que van decidir imitar els seus versos. Va ser, d'altra banda, un poeta sensible a les novetats líriques del moment. Va assimilar els aspectes més superficials de la poesia d'Ausiàs March, va conèixer i admirar els versos de Petrarca, va llegir amb fruïció la lírica francesa (especialment Otó de Grandson i Guillaume de Machaut), i va imitar amb destresa la poesia musical de Jordi de Sant Jordi i Martí Garcia. No sempre la seva gran cultura es va veure reflectida en la qualitat de les seves obres, que presenten, però, un indubtable interès per a la història de la literatura.